# Jean-Denis Bonan
Pour les articles homonymes, voir Bonan (homonymie).
Jean-Denis Bonan est un réalisateur, plasticien et écrivain français né à Tunis en 1942.

## Biographie
Dès son premier film, Jean-Denis Bonan, à l'époque monteur aux Actualités françaises est violemment confronté à la Commission de contrôle des films (censure) : celle-ci interdit totalement le court métrage Tristesse des anthropophages (1966), puis limite les possibilités d'exploitation d'un autre film réalisé l'année suivante : Mathieu-fou. Malgré ces difficultés, Jean-Denis Bonan entreprend, au printemps 1968, le tournage d'un long métrage autoproduit :  La Femme-bourreau. Rapidement, le cinéaste parle de son film à Anatole Dauman. Séduit par les premiers résultats, le producteur finance l’ensemble des tirages et le premier montage. En 1969, Dauman présente une première continuité du film à plusieurs distributeurs. À sa grande surprise, aucun d’eux n’acceptera de le sortir, réduisant à néant la carrière du film.
Jean-Denis Bonan a enseigné à l’IDHEC et à l'université de la Sorbonne Nouvelle.
Membre, dès 1967, du groupe l'Atelier de Recherche Cinématographique (ARC, 1967-69), il participe à la fondation de Cinélutte, en 1973, où le rejoindront Mireille Abramovici, Richard Copans, Guy-Patrick Sainderichin, François Dupeyron.
Il a créé le magazine Métropolis avec Pierre-André Boutang pour Arte. Après le décès de son créateur Gérard Follin, il a dirigé avec Daniel Edinger le magazine « Aléas » de France 3. Il a également initié plusieurs collections de films pour France 2 et France 3, notamment : « Histoires d’Amour », « Les Moments de la Folie » et « Traces ». En 2012, il a publié un album dessiné, Vie et mort de Ballao.

### Auteur
- 2012 : Vie et mort de Ballao, Ed. du Soupçon, roman graphique
- 2022 : Meutes, Ed. Abstractions, Images et poèmes
- 2022 : De Bris et de Fourrure, Ed. l'Écarlate, avec Jean Pierre Bastid
- 2022 : Et que chaque lame me soit cri, Ed. de l'Institut du Tout-Monde, poèmes (préface de Loïc Cery)

## Filmographie (partielle)

### Réalisateur
- 1962 : La Vie brève de Monsieur Meucieu, court métrage en 8mm (12 min)
- 1966 : Tristesse des anthropophages, court métrage (23 min)
- 1967 : Mathieu-fou, court métrage (16 min)
- 1967 : Une saison chez les hommes, court métrage (14 min)
- 1968 : La Femme-bourreau, long métrage (69 min)
- 1968 : Le Joli mois de mai, moyen métrage (33 min)
- 1968 : Cinétract, courts métrages
- 1970 : Kimbe red pa molli !, documentaire (16 min)
- 1973 : Jusqu'au bout !, documentaire (40 min), Cinélutte
- 1973-1977 : plusieurs réalisations au sein du collectif Cinélutte dont Bonne chance la France, 3 documentaires (100 min), Cannes 1976 (Perspectives du cinéma français)
- 1977 : Madame la France, court métrage (17 min)
- 1979 : L'Ecole Centrale, court métrage (26 min), Antenne 2
- 1979 : L'Epopée postale, documentaire (2 × 26 min), Antenne 2
- 1980 : Contrepoings, documentaire (13 min), FR3
- 1980 : La Folie ordinaire, La Paranoïa, fiction TV + sortie salle (28 min)
- 1980 : La Folie ordinaire, L'Obsession, fiction TV + sortie salle (26 min)
- 1981 : La Folie ordinaire, La Perversion, fiction TV + sortie salle (28 min)
- 1981 : La Folie ordinaire, L'Hystérie, fiction TV + sortie salle (26 min)
- 1981 : La Fête foraine (court métrage, coréalisateur : Philippe Haudiquet)
- 1982 : Le Séducteur, court métrage (30 min), Antenne 2
- 1983 : Pierrot-le-Loup, téléfilm (60 min), FR3…
- 1983 : Moravia, documentaire (15 min), TF1
- 1983 : 9 jours ailleurs, documentaire (52 min), Antenne 2
- 1983 : La Villa Kerylos, documentaire (15 min), TF1
- 1983 :  Deux ou trois scènes inspirées de Balthus, documentaire (15 min), TF1
- 1983 :  Autour de Manet, documentaire (13 min), TF1
- 1984 : Les Visages d'Alice, documentaire (8 min), TF1
- 1984 : A Propos de Bonnard, documentaire (30 min), TF1
- 1984 : Le Temps des Usines, documentaire (2 × 52 min), Antenne 2
- 1986 : Au Soleil de Minuit, documentaire (52 min), Antenne 2
- 1987 : Il était une fois les colonies, documentaire (2 × 52 min), TF1 + La Sept
- 1988 : Picasso, Genèse des Demoiselles, documentaire (30 min), FR3, Arte et divers pays
- 1988 : Carl Gustav Jung, documentaire (52 min), FR3
- 1988 : Le Voyage de Laure, documentaire (52 min), FR3
- 1988 : Tinguely, documentaire (30 min), FR3  et divers pays
- 1988 : Vyssotski, documentaire (52 min), FR3  et divers pays
- 1989 : Zapping sur l'Europe, documentaire (55 min), Arte
- 1990 : La Revanche de Dieu, documentaire (2 × 52 min), Antenne 2
- 1990 : Le Rire, (soirée thématique 2h10), Arte
- 1990 : De Gaulle : une certaine idée de la France , doc. (2 × 52 min), FR3
- 1991 : L'amour : la Guerre !, (soirée thématique 1h40), Arte
- 1992 : Il était une fois le travail, (soirée thématique 1h44), Arte
- 1992 : Les derniers jours de Baudelaire, documentaire (18 min), France 3
- 1992 : Clandestins en Chine, (soirée thématique 2h10), Arte
- 1993 : Paysans, Le Mal de terre, (soirée thématique 1h50), Arte
- 1993 : Malraux, documentaire (2 × 52 min), France 3
- 1994 : Marcel Carné, (soirée thématique 1h50), Arte et divers pays
- 1994 : J'écris ton nom, documentaire (15 min), France 3
- 1995 : Saint-John Perse, documentaire (50 min), France 3 + RFO
- 1995 :  Le Dessin de Robert Chapsal, documentaire (26 min), France 3
- 1995 : Herbert Zangs, documentaire (12 min), Arte
- 1995 :  Les Chemins du Limousin, documentaire (3 × 26 min), France 3
- 1996 : Creux de Mémoire, documentaire (30 min), France 3
- 1996 : Aïgui, poète Tchouvache , documentaire (13 min), Arte
- 1996 : Tahiti, Voyage aux îles, documentaire (52 min), RFO
- 1996 : Abécédaire de la langue Tahitienne, documentaire (18 min), RFO
- 1997 : Méditerranée, miroir du monde , documentaire (80 min), Arte + divers pays
- 1997 : Paul Gauguin, un goût barbare , documentaire (52 min), FR3, RFO et divers pays
- 1997 : Ravaillac, l'Assassin effacé , documentaire (60 min), France 3
- 1998 : Traces sur un mur, documentaire (15 min)
- 1999 : Sur les traces du lion, documentaire (52 min), France 3
- 1999 :  Wanted Sherlock Holmes ! , (soirée thématique 75 min), Arte
- 1999 : Dernière Veuve à Angoulême , documentaire (15 min), France 3...
- 2000 : Cent ans d'Amour, documentaire (26 min), France 3
- 2000 : Marche et Rêve ! , documentaire (75 min), Arte...
- 2001 : Henri Rousseau : Le secret du douanier ! , documentaire (30 min), France 5...
- 2002 : Portrait du photographe - Le Bourreau d'Alger , doc. (15 min), France 3
- 2003 : Bécassine, l'Enfant blessée , documentaire (26 min), France 3...
- 2006 : Un chant nègre, Léopold Sedar Senghor, documentaire (60 min), TV5Monde
- 2006 :  Carthage Edouard Glissant, documentaire (54 min)
- 2012 : Jacques Rancourt, Corps et âme, documentaire (26 min)
- 2017 : La Soif et le Parfum, fiction (65 min)
- 2018 : Bleu Pâlebourg, fiction (55 min)
- 2022 : Les Tueurs d'Ordinaire, fiction (118 min)
- 2022 : 13 Rue Paul Cahier, fiction, en cours
- 2022 : Maudite soit la guerre ! , en cours de réalisation
- 2024 : Sacre et massacre, sortie indéterminée

### Vidéoperformances
(avec la participation de Hbyba Harrabi)
- 2007 :  Une fabrique  (7 min 20 s)
- 2007 :  Cris  (4 min)
- 2009 :  Nomade  (12 min 10 s)
- 2009 :  En Vue de l'archipel  (6 min)
- 2009 :  Vitrine  (8 min 30 s)
- 2010 :  Intervention  (5 min 20 s)
- 2010 :  La fabrique des mirages  (5 min 20 s)

### Vidéos
- 2001 :  L'Homme de la chambre  (21 min)
- 2003 :  Attendre sur le quai  (8 min 50 s)
- 2007 :  Elle sous la pluie d'automne  (8 min 30 s)
- 2010 :  A l'Adresse du silence  (4 min 30 s)
- 2011 :  Encore une fois la neige  (6 min)
- 2011 :  Feu !   (7 min)
- 2012 :  Une Journée  (sur un poème de Jacques Rancourt) (2 min 30 s)
- 2013 :  La Couvrir de couleurs  (12 min 30 s)
- 2013 :  Opération Araignée  (9 min)

### Scénariste
- 1962 : La Vie brève de Monsieur Meucieu
- 1966 : Tristesse des anthropophages
- 1967 : Mathieu-fou
- 1967 : Une saison chez les hommes
- 1968 : La Femme-bourreau
- 1977 : Madame la France
- 1981 : L'Étouffe grand-mère de Jean-Pierre Bastid
- 1992 : Clandestins en Chine, documentaire
- 2006 : Un chant nègre, Léopold Sedar Senghor, documentaire
- 2022 : Les tueurs d'ordinaire, fiction
- 2022 : Maudite soit la guerre ! , en cours de réalisation
- 2022 : 13 rue Paul Cahier, en cours de réalisation

### Monteur
- 1962 : La Vie brève de Monsieur Meucieu
- 1966 : Tristesse des anthropophages
- 1968 : Le Viol du vampire, de Jean Rollin
- 1972 : Les Petits Enfants d'Attila, de Jean-Pierre Bastid

### Producteur
- 1962 : La Vie brève de Monsieur Meucieu
- 1966 : Tristesse des anthropophages
- 1967 : Une saison chez les hommes
- 1967 : Mathieu-fou
- 1968 : La Femme-bourreau
- 1977 : Madame la France
- 2022: Les Tueurs d'ordinaire

### Acteur
- 1962 : La Vie brève de Monsieur Meucieu : Monsieur Meucieu
- 1966 : Tristesse des anthropophages : l'homme piqué
- 1967 : Mathieu-fou : Mathieu
- 1968 : La Femme-bourreau : un inspecteur de police
- 1968 : Le Viol du vampire, de Jean Rollin
- 2022 : 13 rue Paul Cahier : Monsieur Arnaud

### Réalisation de spectacles
- 1987 :  Les Écrans du réel   (15 min), Cité des Sciences et de l'Industrie
- 1990 :  Jardin des Délices   (2h), mise en scène théâtrale
- 1994 :  La lettre à Hélice   (13 min), Futuroscope de Poitiers
- 1996 :  Les Guerres de César  (30 min), Mostra de Venise